# Order Świętego Skarbu
Order Świętego Skarbu (jap. 瑞宝章 Zuihō-shō), znany też pod polskimi nazwami Order Skarbu Świętego, Order Skarbu Uświęconego, Order Skarbu Świętego i Szczęśliwego, Order Zwierciadlany, Order Zwierciadła – japońskie wysokie odznaczenie państwowe.

## Charakterystyka
Order ten ustanowiony został 4 stycznia 1888 roku przez cesarza Mutsuhito (Meiji). Jest przyznawany przez cesarza Japonii za wybitną służbę, zarówno cywilną, jak i wojskową. Może być nadawany również obcokrajowcom.
W kolejności starszeństwa japońskich orderów zajmuje czwarte miejsce – po Orderze Wschodzącego Słońca, a przed Orderem Kultury.
Początkowo order przyznawano wyłącznie mężczyznom, kobietom może być nadawany od 1919 roku. Może być nadawany pośmiertnie.

## Podział orderu i baretki
Order pierwotnie był ośmioklasowy, a od 2003 jest nadawany w sześciu klasach:
- I klasa – Wielka Wstęga
- II klasa – Złota i Srebrna Gwiazda
- III klasa – Złote Promienie ze Wstęgą
- IV klasa – Złote Promienie z Rozetą
- V klasa – Złote i Srebrne Promienie
- VI klasa – Srebrne Promienie
- VII klasa – Medal Złoty (zniesiony w 2003)
- VIII klasa – Medal Srebrny (zniesiony w 2003)

Baretki sporządzano z jasnobłękitnej wstążki z dwoma ciemnożółtymi paskami wzdłuż krawędzi (wzór I). W obowiązującym obecnie wzorze II kolor niebieski wstążki jest ciemniejszy.
Na wstążkę nakładana jest rozetka o wzorze charakterystycznym dla danej klasy (jest to typowe dla falerystyki japońskiej). Rozetki kl. I-IV są identyczne, ale pierwsze trzy nakłada się na podkładkę (galonik): złotą w kl. I, złoto-srebrną w kl. II, srebrną w kl. III. Rozetki kl. IV-VIII nakładane są bezpośrednio na wstążkę baretki. Dopuszczalne jest noszenie baretki „ogólnej”, tj. bez rozetki określającej klasę orderu.

## Odznaczeni

### Wybrani Polacy
- 1920 – Jerzy Gąssowski, dyplomata, wojskowy[9]
- 1928 – Wacław Jędrzejewicz, dyplomata, wojskowy[9]
- 1928 – Henryk Floyar-Rajchman, dyplomata, wojskowy[9]
- 1930 – Julian Makowski, dyplomata, prawnik[9]
- 1930 – Zdzisław Okęcki, dyplomata[9]
- 1934 – Stanisław Sośnicki, dyplomata, wojskowy
- 1936 – Michał Mościcki, dyplomata, wojskowy
- 1963 – Stefan Żółkiewski, minister oświaty
- 1969 – Mieczysław Babiński, popularyzator kultury japońskiej
- 1969 – Zenon Żebrowski, misjonarz, franciszkanin[10]
- 1977 – Wiesław Kotański, profesor japonistyki
- 1987 – Mieczysław Róg-Świostek, prezes Towarzystwa Przyjaźni Polsko-Japońskiej[10]
- 1994 – Roman Stanisław Ingarden, profesor fizyki, wykładowca japonistyki[10]
- 1995 – Jolanta Tubielewicz, profesor japonistyki[10]
- 1997 – Mikołaj Melanowicz, profesor japonistyki[10]